# Polypodium eliasii
Polypodium eliasii là một loài dương xỉ trong họ Polypodiaceae. Loài này được Sennen & Pau mô tả khoa học đầu tiên năm 1910.
Danh pháp khoa học của loài này chưa được làm sáng tỏ. 